# ناحية شقا
ناحية شقا إحدى نواحي سوريا تتبع إداريّاً لمحافظة السويداء منطقة شهبا ومركزها بلدة شقا، بلغ تعداد سكان الناحية 15,849 نسمة حسب التعداد السكاني لعام 2004.
قرية شقا: شق الأمر: صعب، وشاق الرجل: خالفه وعاداه وايضا سميت ماكسيميان بوليس.
لم تكن في يوم من الأيام بلدة عادية، والذي يتابع تاريخ أهلها النضالي ضد المستعمرين، يدرك جيداً مكانتها الكبيرة، وهي التي تتربع كالقلب النابض للجسد بالنسبة «للسويداء»، والقارئ الجيد للتاريخ يعلم أنها كانت مقر الاجتماعات السرية لقيادة الثورة السورية الكبرى، وما البيانات المصيرية التي صدرت باسمها سوى شاهد على التقدير الذي تناله في قلوب الناس. تقع بلدة «شقا» شمال شرق مدينة «السويداء» بحوالي 27 كم، وتبعد عن مدينة «دمشق» 85 كم، وتتوضع على تله صغيرة تحيط بها السهول الخصبة، حيث ترتفع عن سطح البحر1200 م، مناخها معتدل صيفاً وبارد شتاءً،
ويبلغ عدد سكانه قرابة 16,000 آلاف نسمة.
وهي إحدى المدن الأربع الهامة فيالجبل وهي شهبا-شقا – قنوات – السويداء، تتوسط سهلاً خصيباً يكنى بها وكما هي الآن مركز ناحية كانت في العصر الروماني مركزاً إدارياً هاماً أيضاً تتبعها النواحي الممتدة بين اللجاة غرباً وأرض الكراع شرقاً وتل أصفر شمالاً حتى سفوح الجبل الشمالية جنوباً. ليس هذا وحسب، بل كان لها تأريخاً خاصاً بها هو التاريخ الشقاوي نجده في الكثير من نقوشها الكتابية.لم تكن شقا ملاكزاً إدارياً وحسب بل كانت فيها ثكنة عسكرية رومانية أوكل إليها أمر الدفاع عن حدود الجبل الشمالية الشرقية.
ترقت شقا إلى مدينة وكان لها شأن أيضاً في القرون اللاحقة ففي عام /325/ أصبحت مقر مطرانية.وحسب النقوش الكتابية كان في شقا مسرح،
كلما وطئت قدميك في البلدة القديمة، تشعر أن «شقّا» مسكونة من قبل الميلاد، وهي على عظمة الأديرة والكنائس المنتشرة فيها تعتبر مقراً مهماً للديانة المسيحية،
أما آثارها الهامة الباقية وهي القيصرية /القصر، والبازيليكا، والدير، والكليبة، وبعض البيوت التي سكنها الناس وأعادوا بناءها كيفياً، ومع ذلك، فهي مازالت تحتفظ بعناصر رئيسية من هيكلها.
أ-القيصرية: وهي نسبة إلى اللقب قيصر.ووظيفتها كوظيفة السرايا فقد كانت مقراً إدارياً يسكنها الحاكم
ب-الدير: يقع في الطرف الشرقي لبلدة شقا، وقد بني في الثكنة الرومانية التي لم يبق منها سوى برجين من القرن الخامس وتعيش فيه عائلة الآن. تؤلف كنيسته الجزءالشمالي من الدير، ويقع مسكن نزلائه في الجهة الجنوبية.ماتزالحجرات الدور الأرضي تامة يتقدمهارواق.
ت-الكنيسة الكبرى)البازيليكا (: وهي كنيسة مربعة الشكل تقريباً مقسمة إلى ثلاث شقق.قناطر الشقة الوسطى أكبر من الجانبين. ونظن أنها أقيمت على أنقاض معبد أقدم ينفتح بابه نحو الشرق ومازال فيواجهتها الشرقية مع محرابين جانبيينوأجزاء من المداخل الجانبية الأصغر قائمة وتدل عناصرها المعمارية كالمحاريب التي كانت معدة لوضع التماثيل الهامة، وحوامل التماثيل الأخرى على أطراف المحاريب على أن المعبد من نهاية القرن الثاني أو مطلع القرن الثالث. (مسجلة من قبل المديرية العامة للآثار والمتاحف بالقرار رقم 28/أ تاريخ 5/6/1975.
ث-في شقا عدد من البيوت التي نرى فيها الروعة والجمال والاتساع الذينيعبرون عن فن أهلها وقدرتهم على إعمار مثل هذه البيوت.
ج-المدافن: اكتشفت في شقا مدافن وهي المدفن المثمن في الجنوب الشرقي من القرية.والمدفن الواقع في الشمال الغربي منه.
ح- الكليبة: لم يبق منها سوى جزء من المدخل الرئيسي المتجه شمالاًوالذي يحتوي على قوس المدخل وعلى يمينه محرابين مستطيلين بنهايات قوسية فوق بعضهما البعض حيث ترتفع الواجهة بمستوى طابقين ونلاحظ على هذا الجزء من الواجهة سنادات)حاملات تماثيل (مسجلة من قبل المديرية العامة للآثار والمتاحف بالقرار
ومن العائلات المتواجدة في شقا نذكر: ال مسعود...	طحطح	...السيد... بو حسون....	بو يحيى....زهر الدين....	نصار	.....المتني...	القلعاني.... القضماني....	الناعم....	فيصل....	السالم...	العلي...	زغيب	...بو سعدة...محاسن...	الرافع...	زيتوني	...بدر الدين....	الحضوي	....أبو رافع...قبيطع...	ناصر....	الزغير....	تقي	...مطاوع	....الشاهين.

## بلدات وقرى ناحية شقا
عراجة، بارك، البثينة، دوما، الهيات، الهيت، الجنينية، القصر، الرضيمة، شقا، تعلا.